# Alfredo Ximénez
Juan Alfredo Ximénez Trianón (* 28. Oktober 1930 in Carmelo, Departamento Colonia, Uruguay; † 3. Juli 2012 in Atlántida, Departamento Canelones, Uruguay), allgemein als Alfredo Ximénez bekannt, war ein uruguayischer Mammaloge. 

## Leben
Ximénez war ab 1955 eng mit dem Museo Nacional de Historia Natural de Uruguay verbunden und zeichnete sich durch sein Engagement zur Erweiterung der Säugetiersammlung des Museums aus.
Im Verlauf seiner Karriere nahm er an zahlreichen wissenschaftlichen Expeditionen teil, darunter eine Expedition zur Gaiba-Lagune im Jahr 1955, eine Erkundungsreise zum Río Caura, einem Nebenfluss des Orinoco in Venezuela, im Jahr 1957 sowie Expeditionen zum Río Beni in Bolivien in den Jahren 1964 und 1965 in Zusammenarbeit mit dem American Museum of Natural History. Des Weiteren unternahm er 1968 eine Reise durch Uruguay mit derselben Institution.
Ab 1974 war Ximénez als Universitätsprofessor in Brasilien tätig, zunächst in Porto Alegre, dann in João Pessoa im Bundesstaat Paraíba und später in Florianópolis. An der Universidade Federal de Santa Catarina gründete er das Labor für aquatische Säugetiere. Darüber hinaus war er für die Modernisierung der Säugetierabteilung am Museo Nacional de Historia Natural de Uruguay verantwortlich. Er arbeitete viele Jahre im Museum als Beamter im Büro des Generalbuchhalters. 1961 war er Mitbegründer der Sociedad Zoológica del Uruguay.
Sein Forschungsschwerpunkt galt den Raubkatzen, wobei er zahlreiche Studien durchführte, die in mehr als 40 wissenschaftlichen Veröffentlichungen in nationalen und internationalen Fachzeitschriften gipfelten.
Ximénez gehörte zu den Erstbeschreibern der Muñoa-Pampaskatze (Leopardus munoai), des Riesenmeerschweinchens (Cavia magna) und des Santa-Catarina-Meerschweinchens (Cavia intermedia).
Ximénez war ein angesehener Präparator, der seine Kenntnisse in mehreren Ländern vermittelte. Nach seinem Eintritt in den Ruhestand zog er nach Atlántida, wo er ein Jahrzehnt lang mit seiner Frau, der uruguayischen Biologin Graciela Canella, lebte. Er arbeitete mit mehreren prominenten Fachkollegen zusammen, darunter Olga Mora, Julio González, Juan Cuello sowie Tomás Sobota und Álvaro Mones.
Er starb am 3. Juli 2012 im Alter von 81 Jahren.

## Dedikationsnamen
Ximénez wurde die Araukarien-Juliomaus (Juliomys ximenezi) Christoff, Vieira, Oliveira, Gonçalves, Valiati & Tomasi, 2016 gewidmet.